# Cavalier (carro de combate)
El tanque de crucero Mk VII Cavalier (A24) fue un diseño inglés sin éxito aparecido durante la Segunda Guerra Mundial. Tenía un motor de baja potencia y otros problemas, debido a lo apresurado de su diseño y construcción.

## Historia
El Cavalier fue un diseño de la firma Nuffield Mechanizations que intentaba reemplazar al Crusader, que ya estaba obsoleto. El Alto Mando publicó en 1941 especificaciones para un nuevo tanque y los diseños se entregaron a inicios de 1942.
El Cavalier fue ordenado incluso antes de terminar las pruebas. Su principal problema fue que el motor Liberty fabricado bajo licencia por Nuffield  no tenía suficiente potencia. El Cromwell fue equipado con el motor Meteor, una variante del Rolls-Royce Merlin con 600 cv y un 50% más potente.
Los Cavalier que se construyeron fueron empleados para entrenamiento o como vehículos blindados auxiliares. Al menos 12 Cavalier fueron entregados a Francia en 1945 y fueron usados por el 12do Regimiento de Dragones de la 14.ª División de Infantería.

## Variantes
Cavalier OP: Producido en 1943. El cañón fue reemplazado por un cañón falso, haciendo lugar en la torreta y el casco para radios extra. Fue empleado como puesto de observación de artillería.
Cavalier ARV: La torreta fue retirada y se le agregó un aguilón en forma de A, con el equipo necesario para utilizarlo como vehículo recuperador de tanques.